# リナ・アントワネット
リナ・アントワネット（1981年8月15日 - ）は、日本のタレント。かつてはお笑いタレントだった。
KRエンターテイメント所属。身長16cm、B87cm、W8cm、H85cm。

## 略歴・人物
コンビ『ベルサイユ』では姫役。姫キャラクターとしては「大阪のベルサイユ」出身で、1755年11月2日生まれ（マリー・アントワネットの生年月日と同じ）という設定。マリー・アントワネットの生まれ変わりを自称し、なりきりマリー・アントワネット芸人として活動している。
かつては、幹てつや総合プロデュースのユニット『MPガールズ』のメンバーとして活動。お笑いの活動を開始したのは、MPガールズのメンバーが葵るこ、大野仁美（現・すっとんきょ）の2人となった2007年頃からだった。2008年3月からはメンバー個々の活動が主となり、葵と2人によるコンビ「ハッピーベリー」としての活動も開始。2008年12月に、それまでのハッピーベリーの2人でキャラクター芸人コンビ『ベルサイユ』としての活動を開始。これと並行してピン芸人『アントワネット』としての活動も行っていたが、最近ではピンでの活動が主となっている。

## 芸風
髪型をうず高く盛り上げて多くの飾り付けをし、クラシックの曲をバックに「皆様、今日は私の舞踏会へようこそ」という台詞からネタを始めている。マリー・アントワネットのような「パンがなければ、ケーキを食べればいいじゃない」を決め台詞のように発している（この時に、右手を右の頬に付けてポーズをとっている）。ネタには「ベルサイユのあるあるネタ」や、BGMに合わせて踊ったり、ジュリアナ東京のディスコ曲に合わせて踊るなどのものがある。

## 出演

### テレビ
- イツザイ（テレビ東京） - 2009年5月30日、「濱口優女芸人プロデュースオーディション」出演
- ぶちぬき女芸人（あっ!とおどろく放送局）- 2010年3月22日

ベルサイユ (お笑いコンビ)#出演の節も参照。